# La Oreja de Van Gogh
La Oreja de Van Gogh (“L'orecchio di Van Gogh”) è un gruppo musicale pop spagnolo.

## Storia
Il gruppo si è formato nel 1996, quando il chitarrista Pablo Benegas, il bassista Álvaro Fuentes, il tastierista Xabi San Martín e il percussionista Haritz Garde si sono conosciuti all'università. Inizialmente La Oreja de Van Gogh si è dedicato a pezzi di alternative rock e la voce del gruppo è stata Garde, finché Amaia Montero è entrata come voce nel gruppo, su invito di Benegas, che l'aveva appena conosciuta. Più tardi, la band è approdata al concorso musicale pop-rock di San Sebastián, dove è stata scoperta dalla Sony Music.
Il loro primo album, Dile al sol (Di' al sole), è uscito nel 1998 ed ha scalato le classifiche di vendita spagnole fino a vincere il Premio Ondas per l'artista dell'anno. Dopo parecchi tour, il gruppo ha pubblicato altri due album, El Viaje de Copperpot (Il viaggio di Copperpot) e Lo que te conté mientras te hacías la dormida (Quello che ti ho raccontato mentre facevi finta di dormire), nonché due DVD: La Oreja De Van Gogh, con materiali tratti dai due primi album, e una performance live chiamata Lo que te conté mientras te hacías la dormida, Gira 2003.
I testi e la musica delle canzoni sono principalmente opera di Xabi San Martín in collaborazione con Amaia Montero e/o Pablo Benegas. Temi delle canzoni del gruppo sono soprattutto l'amore, l'amicizia e i rapporti tra due persone, nonché l'adolescenza e la giovinezza. Negli album successivi sono stati trattati anche argomenti più impegnati, tentando un approccio politico o sociale, come ad esempio con la canzone Un mundo mejor (Un mondo migliore), che tenta una lieve critica alla situazione cubana. Nell'album Guapa gli esempi sono più numerosi, come in Perdida (Persa) dove si parla della droga, Vuelve (Torna) dove si parla di una figlia abbandonata dalla madre e Manhattan dove si parla di tradimento.
Tra le canzoni più note del gruppo: La playa, Cuídate e Rosas.
Il quarto album del gruppo, Guapa, pubblicato in Spagna il 25 aprile 2006, è uscito il 17 maggio 2007 anche in Italia, ma in una versione differente. Sono state infatti inserite Muñeca de trapo (Bambola di pezza) e Dulce locura (Dolce follia) cantate in italiano. Le traduzioni dei testi in italiano sono state curate da Eros Ramazzotti. Dello stesso disco è uscita anche una versione speciale, Más guapa, contenente altre 14 canzoni, sia pezzi nuovi che riarrangiamenti di canzoni tratte da dischi anteriori.
Sempre Eros Ramazzotti duetta con Amaia Montero nel brano Está pasando Noviembre presente nell'album-raccolta del cantautore italiano intitolato e².
Il 19 novembre 2007 Amaia Montero ha annunciato sul sito ufficiale del gruppo la volontà di abbandonare La Oreja de Van Gogh per dedicarsi a progetti solisti.
Il 14 luglio del 2008 il gruppo annuncia ufficialmente l'integrazione della nuova cantante Leire Martínez (anche se da qualche mese la stampa aveva già rivelato al pubblico la notizia). Anche Leire è basca, di San Sebastián, come il resto dei componenti della band (la solista precedente, Amaia Montero, è basca anche lei, ma di Irún). Leire è stata scoperta e lanciata grazie alla versione spagnola della trasmissione televisiva X Factor.
Il 2 settembre 2008 è uscito quello che, senza considerare Más guapa e LOVG Grandes Éxitos, è il quinto album del gruppo, il primo senza Amaia Montero. Il titolo è A las cinco en el Astoria (alle cinque all'Astoria), che fa riferimento al fatto che molti giovani di San Sebastián usavano incontrarsi in città nei pressi del cinema Astoria (demolito nel 2004). Tra le canzoni, oltre al primo singolo El último vals già in rotazione nelle radio spagnole dai primi di luglio, spicca il brano Jueves, dedicato alle vittime degli attentati dell'11 marzo 2004 a Madrid.
Fra ottobre e novembre 2008 il gruppo ha trascorso circa un mese in America Latina per promuovere l'album. Durante la promozione in Cile è stato girato il video del secondo singolo dell'album, Inmortal. Il terzo singolo dell'album, con il video lanciato il 18 dicembre 2008, è invece la già citata Jueves. Il quarto singolo Europa VII è stato lanciato nel giugno del 2009 accompagnato da un video dove i membri del gruppo sono vestiti da astronauti.
Durante la primavera e l'estate del 2009 il gruppo ha suonato in tour per tutta la Spagna e in America latina, per la prima volta senza Amaia Montero. La tournée prosegue anche in autunno: il 23 e 24 ottobre il gruppo ha chiuso la tournée spagnola suonando a Barcellona nel Palau de la Música Catalana. Altre date sono previste in America latina nel mese di novembre.
Nel frattempo il 20 ottobre il gruppo ha pubblicato un album-raccolta acustico in cui alcuni brani del gruppo recenti e meno recenti sono stati riarrangiati per una grande orchestra (nel caso si tratta dell'orchestra sinfonica di Bratislava) e ricantati da Leire. Il titolo dell'album è Nuestra casa a la izquierda del tiempo (La nostra casa alla sinistra del tempo). Nell'album compare anche un brano tradizionale che s'intitola Loa Loa ed è cantato in lingua basca.

### Componenti attuali
- Leire Martínez (22 giugno 1979) voce.
- Xabi San Martín (20 maggio 1976) tastiere, composizione e testi.
- Pablo Benegas (21 giugno 1976) chitarre, testi e composizione.
- Álvaro Fuentes (17 settembre 1975) basso.
- Haritz Garde (23 gennaio 1976) batteria e percussioni.

### Ex componenti
- Amaia Montero (26 agosto 1976) voce, testi e composizione.

## Discografia

### Album in studio
- 1998 – Dile al Sol
- 2000 – El viaje de Copperpot
- 2003 – Lo que te conté mientras te hacías la dormida
- 2006 - Guapa
- 2006 – Más guapa
- 2008 – A las cinco en el Astoria
- 2011 – Cometas por el cielo
- 2016 – El planeta imaginario
- 2020 – Un susurro en la tormenta

### Album dal vivo
- 2004 – La Oreja de Van Gogh en directo, gira 2003
- 2012 – Cometas por el cielo en directo desde América
- 2013 – Primera fila

### Raccolte
- 2006 – LOVG 1996-2006
- 2009 – Nuestra casa a la izquierda del tiempo
- 2012 – Cometas por el cielo (Remixes)

### EP
- 2005 – Paris

### Singoli
- 1998 – El 28
- 1998 – Soñaré
- 1999 – Cuéntame al oído
- 1999 – Pesadilla
- 1999 – Dile al Sol
- 1999 – Que puedo pedir
- 1999 – El libro
- 1999 – La estrella y la Luna
- 2000 – Cuidate
- 2000 – París
- 2001 – La playa
- 2001 – Pop
- 2001 – Soledad
- 2001 – Mariposa
- 2002 – Tu pelo
- 2002 – La chica del gorro azul
- 2003 – Puedes contar conmigo
- 2003 – 20 de enero
- 2003 – Rosas
- 2003 – Rosas, en directo
- 2004 – Deseos de cosas imposibles
- 2004 – Vestido azul
- 2004 – Geografía
- 2004 – Historia de un sueño
- 2004 – Bonus Track
- 2006 – Muñeca de trapo
- 2006 – Dulce locura
- 2006 – Perdida
- 2007 – En mi lado del sofá
- 2008 – El último vals
- 2008 – Inmortal
- 2008 – Jueves
- 2009 – Cuéntame al oído
- 2011 – La niña que llora en tus fiestas
- 2011 – Cometas por el cielo
- 2012 – Día cero
- 2013 – Otra vez me has sacado a bailar
- 2013 – El primer día del resto de mi vida
- 2013 – María

## Videografia
- 2003 – Lo que te conté mientras te hacías la dormida, Gira 2003 (CD+DVD)
- 2002 – La Oreja de Van Gogh (VHS & DVD)